# باول مارا
باول مارا (بالإنجليزية: Paul Mara)‏ هو لاعب هوكي الجليد أمريكي، ولد في 7 سبتمبر 1979 في ريدجوود في الولايات المتحدة.

## وصلات خارجية
- باول مارا على موقع دوري الهوكي الوطني (الإنجليزية)
- باول مارا على موقع EliteProspects.com (الإنجليزية)
- باول مارا على موقع HockeyDB.com (الإنجليزية)
- باول مارا على موقع Hockey-Reference.com (الإنجليزية)